# Кафедральний собор святого Георгія (Ченнаї)
Собор св. Георгія (англ. St. George’s Cathedral) — кафедральний собор Церкви Південної Індії (раніше «Церква Англії» або «Англіканська») в Ченнаї, Індія. Собор був збудований у 1815 році. Собор св. Георгія займає важливе місце в історії християнства Індії, оскільки в ньому була офіційно заснована Церква Південної Індії 27 вересня 1947 року. Того дня Собор був оточений натовпом людей, і великий пандал зовні вміщував понад 2 000 чоловік. Ця подія ознаменувала руйнування духовних бар'єрів між протестантами різних концесій.
Відмінними особливостями архітектури собору св. Георгія є його високий шпиль, колони, мармурові статуї, стінні фрески і меморіальні таблички усередині. Цей Собор — велична пам'ятка архітектури, що покоїться на ярусі з декількох східців. Губернатори форту св. Георгія, разом з родинами, а також віце-королі, відвідуючи Мадрас, молилися тут.

## Історія
Храм був відкритий в 1815 році. Стверджують, що церква була добудована самими людьми за допомогою лотерейного фонду. Він обійшовся в 41 709 пагод, а разом з меблями, органом і винагородою архітектору за роботу, вартість його зросла до 57 225 пагод. 1 пагода дорівнювала 3.50 індійських рупій.
Головний інженер британської Ост-індської компанії полковник Дж. Л.Колдвэлл спроектував церкву, а його помічник, капітан Де Хавилланд завершив будівництво. Місце для будівництва з вигідним розташуванням мало назву долина Чоултри. Хоча начальник служби військових капеланів проводив Богослужіння з 1815 року, тільки 6 січня 1816 року перший англіканський архієпископ Калькутти, його Преосвященство Томас Фаншоу Миддлтон освятив церкву для «служби Богові відповідно до звичаїв Церкви Англії».

## Конгрегація
З 1815 року церква значно виросла у багатьох відношеннях. Південно-східний кут був відведений під кладовище. Перші похорони, які пройшли на ньому, були похорони дружини Де Хавилланда. Огорожа кладовища складалася з військових регалій, серед яких були мушкети і багнети, захоплені британськими збройними силами у битві при Серингапатамі в 1799 році. Директори британської Ост-індської компанії подарували годинник на дзвіницю опікунській раді в 1828. Цей годинник був встановлений на трьох сторонах дзвіниці храму, висота якої складала 149 футів. Дзвіниця була добудована в 1832 році. Престол для вівтаря був пожертвуванням Міс Де Ла Фонд. Дзвони і механізм курантів були придбані на пожертвування містера Банбури і преподобного Томаса Фоулкса відповідно. Мідний вівтарний хрест пожертвував голова медичної служби Корнишем. Проповідницька кафедра була пам'ятним даром друзів архідияконові Уорлоу. Єпископський престол був даром від Ф. Е. Книл. Лавка для єктенії і лави для кліра були вирізані з дерева В. С. Уайтсайдом з цивільної служби Мадраса. Золота чаша і дискос для Святого Причастя були пожертвуваннями підполковника Герберта Сен-Клера Каррутера в 1908 році. Їх вага складала 3 фунти і 7 унцій (1,6 кг) золота 750 проби. На чаші була прикраса з діамантів у формі хреста. Огорожа вівтаря була облаштована П. Орром і його синами в пам'ять Едварда Уільяма Орра, члена хору, який помер в 1913 році. Мармурова купіль для хрещення була даром прихожан.

## Собор
Собор св. Георгія став знаменитим як собор Мадраса в 1835 році. Запрестольний образ зображує воскресіння Ісуса Христа у вигляді алебастрової скульптури, над якою знаходиться статуя св. Георгія з чорного мармуру, святого покровителя Англії, на честь якого названа церква. Пізніше вівтар був подовжений за рахунок напівкруглої апсиди радіусом в десять футів. Різниця і прибудова Богоматері були також додані пізніше. У 1884 році опікуни замінили у нефі дах з штукатурки на дах із тикового дерева і покрили його оздобленням в техніці пап'є-маше.

## Меморіали, фрески та статуї
Біля лівого входу в собор знаходиться статуя його Преосвященства Даніеля Коррі, першого єпископа Мадраса (1835—1837). Він був співробітником багатьох шкіл, і тому він зображений з відкритою Біблією у священицькому вбранні та із золотою китицею з головного убору студента, благословляючий індійського хлопчика з пов'язкою на стегнах. Біля головного входу знаходиться барельєф його Преосвященства Томаса Ділтрі, єпископа Мадраса (1849—1861). Той, хто висвятив 151 священика, зображений благословляючим двох молодих священиків, преподобного Лугарда і преподобного Мерфі, під час візиту його сина архідиякона Ділтрі. Біля входу в прибудову Богородиці знаходиться бюст його Преосвященства Фредеріка Джелла, єпископа Мадраса (1861—1899). Поруч — горельефна статуя Реджінальда Гебера біля каплиці з вівтарем.
У соборі є меморіальна табличка на згадку про першого індійського єпископа Мадраса, його Преосвященства Девіда Челлаппа (1955—1964), встановлена прихожанами собору св. Георгія. Посвячення в сан Девіда Челлаппа, як першого індійського єпископа у Мадрасі в 1955 році, було важливою подією для собору. Два інші меморіали на честь індійців — це меморіал на честь Девана Бахадура Н. Субрахманьяма (1841—1911), головного управителя Мадраса, який заснував лікарню в Кальяні і пожертвував капітал на її утримання, і доктора Р. Д. Паула, який помер в 1975 році, після «довгого і відданого служіння церкві, державі та суспільству».